# Herbert Berner (Archivar)
Herbert Berner (* 1. September 1921 in Amrigschwand; † 30. November 1992 in Singen (Hohentwiel)) war ein deutscher Historiker, Archivar und Heimatforscher.

## Leben und Wirken
Herbert Berner war Archivdirektor des Stadtarchivs Singen. Er veröffentlichte zahlreiche Abhandlungen und Bücher zur Landeskunde und Ortsgeschichte. 1955 war er mit Theopont Diez Mitinitiator bei der Gründung des Hegau-Geschichtsvereins und war auch Präsident des Vereins. 1961 war er Mitbegründer des Tübinger Arbeitskreises für Fasnachtsforschung. Von 1955 bis 1986 war er Kulturamtsleiter in Singen.

## Veröffentlichungen
- (Herausgeber): Dorf und Stift Öhningen 1966.
- (Herausgeber): Tannheim Geschichte von Dorf und Kloster am Osthang des Schwarzwaldes 1971. Band 31 der Schriftenreihe des Landkreises Donaueschingen.
- Tübinger Arbeitskreis für Fasnachtsforschung. Entstehung, Wirken und Nachwirken! In: Fasnet im Hegau und Linzgau, Konstanz 1982 (Digitalisat, PDF-Datei)
- Bodman am Bodensee. Schnell und Steiner, München, Zürich 1973.
- Singen. Weidlich, Frankfurt (am Main) 1973.
- Westlicher Bodensee und Hegau. Weidlich, Frankfurt am Main 1976.
- Emmingen ab Egg.  Schnell und Steiner, München, Zürich 1977.
- Der Hegau. Dt. Jugendherbergswerk, Landesverb. Baden, Karlsruhe 1978.
- Bodensee, goldene Schale. Thorbecke, Sigmaringen 1980.
- 100 Jahre Sparkasse Singen. Bezirkssparkasse Singen, Singen (Hohentwiel) 1985.
- Singen. Stadler, Konstanz 1987.
- Öhningen 1988. Beiträge zur Geschichte von Öhningen, Schienen und Wangen. Singen 1988, ISBN 3-921413-85-0.
- Singen, Dorf und Herrschaft. Verlag des Südkuriers, Konstanz 1990.
- Kumm etz gommer z'lieht. Hohentwiel-Verlag, Singen 1990.
- "Das Hegöw, ein kleines, aber über die Massen wol erbauen fruchtbar Ländlein" (Sebastian Münster). Thorbecke, Sigmaringen 1991.
- „Ich fürchte den Mann, den alle loben...“. Enthalten in Alemannisches Jahrbuch 1991/1992, S. 93–115 (Online-Ressource)
- Singen, die junge Stadt. Thorbecke, Sigmaringen 1994.